# Brittiska Jungfruöarna i olympiska vinterspelen 2014
Brittiska Jungfruöarna deltog med en deltagare vid de olympiska vinterspelen 2014 i Sotji. Landets deltagare erövrade ingen medalj.

## Freestyle
- Peter Crook